# Plaquette Chet Baker
De Plaquette Chet Baker is een artistiek kunstwerk in Amsterdam-Centrum.
Het is een kleine hommage aan de trompettist Chet Baker. Die overleed in de nacht van 12 op 13 mei 1988, vermoedelijk onder invloed, uit het raam viel van Hotel Prins Hendrik, gevestigd aan de Prins Hendrikkade 52-58. Hij was door zijn val op een Amsterdammertje haast onherkenbaar geworden. Hij had eigenlijk moeten optreden in Singer Museum in Laren. Fan en leider van de eenkoppige "Stichting Jazz Impuls" Bob Hagen spande zich sindsdien in voor een klein eerbetoon aan de overledene. Hij begon met een foto en trompetje aan het paaltje. Samen met Lex Lammen van KRO werd contact opgenomen met hotel en gemeente Amsterdam. Deze vonden het enerzijds een leuke geste, maar zagen daarentegen niets in een monument voor een junk. Na tien jaar, als Baker overlijden eigenlijk nergens meer herdacht wordt, startte Hagen opnieuw, nu met een lauwerkrans. Het leverde weer commentaar op van de Gemeente Amsterdam; er was geen vergunning voor. Dit gaf het kleine project een doorstart, waarna hij samen met Tanya Wijngaarde van Nederlands Jazz Archief opnieuw probeerde te overreden. Ze hadden mazzel want kregen contact met een ambtenaar, die ook fan was van Bakers muziek. Ook de hoteleigenaar was inmiddels om; hij kreeg steeds vragen van toeristen omtrent de plaats van overlijden. Er werd een actie gestart om geld bijeen te brengen. Op 13 mei 1999 werd de plaquette onthuld.
Zhuk beeldde Chet Baker af zoals hij er de jaren zeventig van de 20e eeuw moet hebben uitgezien. De bronzen plaquette is circa 50 bij 70 cm en bevat een portret en de tekst: 
Trumpet player and singer
Chet Baker
died here on May 13th 1988
He will live on in his Music
for anyone willing
to listen and feel.
Inmiddels had de hoteleigenaar de openslaande ramen dichtgespijkerd om verdere valpartijen te voorkomen.